# Jukka Brothers
The Jukka Bros. sind eine 1999 von MTV in Auftrag gegebene Imagekampagne, bestehend aus
den Spots „Intro“ / „Launch“, „Sexy Dance“, „Wrong Shoes“ / „Red Shoes“, „Fashion Check“ und „Xmas Story“. Am 7. Juni 1999 wurde der Launchspot zum ersten Mal ausgestrahlt. 2000 bekamen die Schöpfer der Jukka Brothers den Goldenen Löwen des Cannes Lions International Advertising Festival.

## Hintergrund
Die Jukka Brothers waren die erste Werbekampagne, die MTV seit 1996 gestartet hatte. Die kreative Verantwortung hatte die Agentur Fallon McElligot, New York, inne, umgesetzt wurde die Idee von der schwedischen Filmmachergruppe Traktor, die sich zu diesem Zeitpunkt auf Werbung konzentriert hatte und später auch durch Musikvideos wie Where's Your Head At? von Basement Jaxx (2001), Baby's Got a Temper von The Prodigy und Die Another Day von Madonna (2002) von sich reden machte.
Gedreht wurden die Clips in Schweden, wobei drei der Darsteller Finnen, der vierte Schwede war. Einige Mitarbeiter des finnischen Konsulats protestierten gegen die Darstellung ihrer Landsleute als primitive Hinterwäldler, der Verantwortliche bei MTV erklärte daraufhin, es ginge nicht um Finnen, sondern um einen beliebigen möglichst weit entlegenen Ort.

## Konzept
Die Jukka Brothers sollten laut dem damaligen Marketingchef von MTV die Rolle des Senders als „Bestimmungsort für Anhänger der Popkultur in aller Welt“ darstellen. Dazu wurden Filme gedreht, die nach immer ähnlichem Schema abliefen: Während drei der Jukka-Brüder irgendwo in den Tiefen der finnischen Wälder gemeinsam in ihrer Hütte MTV sehen und daher wissen, was „cool“ ist, bekommt der vierte, der allein lebt, davon nichts mit. Für seine fehlende Coolness (beispielsweise zu hoch sitzende Hosen, zu wenig erotischer Tanzstil) wird er bestraft, indem ihm das MTV-Logo mittels einer Schablone und eines Tischtennisschlägers auf den Hintern geprägt wird.
Die Filme wurden von Teilen der Öffentlichkeit als abstoßend bewertet, etwa im Magazin New York. Der Verantwortliche der Agentur Fallon McElligot bezeichnete Aufdringlichkeit und Denkwürdigkeit als Ziel seiner Arbeit.